# S·斯拉斯·巴拉德
S·斯拉斯·巴拉德（Samuel Thruston Ballard，1855年2月11日—1926年1月18日），是一名美国政治家，曾经在1919年至1923年期间，担任第33届肯塔基州副州长。
他和兄弟创建巴拉德兄弟磨坊，是全世界最大的小麦制造厂。